# 深圳香荚兰
深圳香荚兰是兰科香荚兰属的一个种，分布于广东（深圳、惠州）、香港、福建（漳州）。深圳香荚兰曾被误认为和台湾香荚兰是同一个种，但二者形态差异较大，分布地区也不同。深圳香荚兰的花不完全开放，花萼和花瓣宽度大于1.6厘米（台湾香荚兰窄于1厘米），唇瓣紫红色、边缘明显波浪状且尖端有圆锥状附属物（台湾香荚兰唇瓣黄绿色微带粉红色、边缘较平、附属物为棒状）。